# Вангел Аяновски
Вангел Аяновски с псевдоним Оче (на македонска литературна норма: Вангел Ајановски-Оче) е основател и лидер на македонски националистически организации като Македонска антифашистка организация (МАО) и Тайна освободителна македонска организация (ТОМО).

## Биография
Аяновски е роден на 5 февруари 1909 година във Воден, Османската империя, днес Едеса, Гърция. Впоследствие става секретар на регионалния комитет на Народоосвободителния фронт за Воден, организационен секретар на централния комитет на НОФ в секцията за македонското малцинство в северозападна Гърция. Издава вестник „Цървена звезда“. Аяновски е заместник-политически комисар на Първа егейска ударна бригада. Умира на 87 година през 1996 година. Синът му Георги Аяновски е писател в Северна Македония.